# Лінн Форестер де Ротшильд
Лінн Форестер де Ротшильд (англ. Lynn Forester de Rothschild, нар. 2 липня 1954 Берген, Нью-Джерсі, США) — американсько-британська підприємиця. Головна виконавча директорка E.L. Rothschild, холдингової компанії, якою вона володіє зі своїм третім чоловіком, сером Евеліном Робертом де Ротшильдом, членом сім'ї Ротшильдів.
Компанія управляє інвестиціями в The Economist Group, є власницею журналу The Economist, Congressional Quarterly та Economist Intelligence Unit, E.L. Rothschild LP, а також є провідною незалежною компанією з менеджменту в США та в галузях нерухомості, сільського господарства та продовольства.
Лінн публічно підтримує багатьох політиків, включно з Гіларі Клінтон. Підтримує політичний рух «Ініціатива інклюзивного капіталізму». Очолювала Конференцію інклюзивного капіталізму в Лондоні у 2014 та 2015 роках і заснувала Коаліцію за інклюзивний капіталізм.

## Ранні роки та освіта
Народилася в окрузі Берген, штат Нью-Джерсі, передмісті великого Нью-Йорка, і виросла в Ораделлі, штат Нью-Джерсі, єдина дівчина серед трьох братів. Лінн — дочка Аннабель (до шлюбу Г'юїтт) та Джона Кеннета Форестера, президента та власника авіаційної компанії загальної авіації, нині Меридіан, у Тетерборо, штат Нью-Джерсі. Навчалася у коледжі Помона та Колумбійській школі права, де брала участь у передвиборчій кампанії до Сенату демократа Даніеля Патріка Мойнігана
Лінн Форестер вивчала міжнародне право в Інституті міжнародних досліджень у Женеві, Швейцарія

## Кар'єра
Після закінчення юридичного факультету Лінн Форестер чотири роки була юристкою юридичної фірми Simpson Thacher & Bartlett, а потім в 1980-х працювала на мільярдера телекомунікацій Джона Клуге, допомагаючи йому придбати невеликі компанії, які мали місцеві ліцензії на стільникову мережу.
Потім Ротшильд інвестував у телекомунікаційний бізнес у Північній Америці та Європі у партнерстві з Motorola.
Лінн Форестер стала виконавчою віцепрезиденткою з розвитку компанії Metromedia Inc з 1984—1989 рр. В 1989—1995 рр. Лінн була мажоритарною акціонеркою, головою та виконавчою директором TPI Communications International, Inc., одного з найбільших постачальників пейджингових послуг, послуг бездротового передавання даних та стільникового телефону в Латинській Америці, що належить компанії Motorola.
Під її керівництвом TPI втричі збільшила свій розмір та доходи на кожного клієнта, а грошовий потік зріс утричі у порівнянні із середнім показником США. Вона продала свою частку у TPI компанії Motorola в 1995 році, як повідомлялося, від 80 до 100 мільйонів доларів.
В 1995 році Лінн де Ротшильд заснувала в США FirstMark Communications Inc, широкосмугову бездротову компанію. В 1997 році вона продала свої інтереси в США, щоб зосередитися на міжнародних можливостях. В 1998 році вона заснувала FirstMark Communications of Europe з метою створення загальноєвропейської широкосмугової Інтернет-компанії. Забезпечивши ліцензії в Німеччині, Франції, Іспанії, Швейцарії, Люксембурзі та Фінляндії, вона побудувала 20 000 км волоконної мережі в 15 країнах. Компанія була продана в червні 2000 року коштом фінансування в 1 млрд. доларів, найбільшого розміщення приватних інвестицій в історії європейського конкурентного телекомунікаційного сектору.
На початок 2020-х Лінн де Ротшильд є членкинею ради директорів компаній Estée Lauder, The Economist Group, Bronfman E.L. Rothschild LP та Christies International. Вона також була членкинею Ради директорів Gulfstream Aerospace Corporation та General Instruments, Inc.

### Політика
Лінн Форестер де Ротшильд бере активну участь у політичних та соціальних питаннях, включаючи розв'язання проблем нерівності в доходах, підтримку малого та середнього бізнесу, мікрофінансування, ділову етику та права жінок.
В 1993—1995 роках Лінн де Ротшильд працювала у Національній консультативній раді з питань інформаційної інфраструктури президента Білла Клінтона. В 1998—2000 роках вона працювала у Дорадчому комітеті Міністерства енергетики США.
Лінн де Ротшильд фінансувала президентські компанії Білла та Гілларі Клінтон з 1992 року. Попри те, що де Ротшильд керувала збором на підтримку Гіларі Клінтон на президентських виборах в 2008 році, вона підтримала кандидатуру від республіканців Джона Маккейна, коли Барак Обама переміг Клінтон, ставши на той час знаменитістю на кабельному телебаченні за напад на Обаму в серії інтерв'ю.
22 червня 2011 року де Ротшильд провела збір коштів для президентської кампанії Джона Гантсмана-молодшого — проте до початку літа 2011 року планувала підтримати Мітт Ромні. Влітку 2016 року вона провела збір коштів для президентської кампанії Гілларі Клінтон.
В 2012 році Лінн де Ротшильд була співголовою ініціативи Товариство Генрі Джексона (HJI) з питань інклюзивного капіталізму, яка мала на меті пом'якшити наслідки фінансової кризи 2007—2008 років та пов'язаного з цим руху протесту «Захопи Волл-стріт».
27 травня 2014 року де Ротшильд провела Конференцію інклюзивного капіталізму в Лондоні з метою пристосування капіталістичної системи до роботи для більшої кількості людей, де мали вступне слово принц Чарльз та Білл Клінтон. Друга конференція відбулася у Лондоні 26 червня 2015 року.
В 2006 році обійняла посаду членкині Групи радників ООН з питань інклюзивних фінансових послуг. Вона є головою правління американських меценатів галереї Тейт (FAI) та Міжнародної консультативної ради Колумбійського університету школи права. Крім того, вона є довіреною особою фонду ERANDA (фонд сім'ї Ротшильдів), організації Outward Bound Trust, Товариства міжнародного діалогу Deutsche Bank імені Альфреда Гергаузена та Консультативної ради Глобального комерційного мікрофінансового консорціуму Deutsche Bank. Вона також є членкинею ради Інституту Маккейна.
Вона є членкинею Ради з міжнародних відносин (США), Chatham House (Велика Британія), Інституту стратегічних досліджень (Велика Британія), Міжнародної консультативної ради Asia House (Велика Британія) та Асоціації зовнішньої політики (США).

## Особисте життя
Лінн Форестер була тричі одружена. Її перший шлюб був з Олександром Гартлі Платтом з Нью-Джерсі і відбувся в Брикській пресвітеріанській церкві 20 травня 1978 р.
Її другим чоловіком був Ендрю Штейн (нар. 4 березня 1945 р.), нью-йоркський політик і син бізнесмена-мільйонера Джеррі Фінкельштейна. Штейн на 9 років старший за Форестер та очолював Мангеттенський район на момент їх одруження 12 березня 1983. Разом вони мали двох дітей до розлучення через 10 років у 1993
Її третім чоловіком є сер Евелін де Ротшильд (нар. 29 серпня 1931 р.), з яким її познайомив Генрі Кіссінджер на конференції Більдерберзької групи в Шотландії 1998 Вони одружилися 30 листопада 2000 у Лондоні, Англія, після того як де Ротшильд розлучився зі своєю дружиною у 2000 Після оголошення шлюбу подружжя Ротшильдів запросило провести медовий місяць у Білому домі подружжя Клінтонів. Пара мешкає у Нью-Йорку, у Лондоні, у літньому будинку на винограднику Марти та історичною заміською садибою родини Ротшильдів Аскотт в Англії. Через шлюб з лицарем Лінн є леді де Ротшильд.